# 阿薩米紐·齊格
阿薩米紐·齊格（英語：Asaminew Tsige，？—2019年6月24日），埃塞俄比亚军事人物，准將，于2019年担任阿姆哈拉地区安全部队首领。他先前曾因涉嫌金波特7的政变而被判处无期徒刑。据称其在监禁期间饱受折磨并有一只眼睛失明。2018年，阿萨米纽被释放，并恢复了先前的职衔与待遇。
2019年6月22日，阿萨米纽被指控在阿姆哈拉地区发动未遂政变。阿姆哈拉州州長阿姆巴切夫·梅孔嫩遭刺杀，埃塞俄比亚国防军参谋长塞拉·梅孔嫩及其侍從官吉召·阿貝拉也被保镖杀害。政变发动之后，他开始潜逃，下落不明。6月24日，政变发动不到36小时之后，阿萨米纽被警方击毙。